# 黛安娜·耐德
黛安娜·耐雅德（英語：Diana Nyad，/ˈnaɪˌæd/，1949年8月22日—）是一名美国作家、记者、励志演讲人，和世界纪录长距离游泳運動員。 1975年，绕着曼哈顿游了45公里而引起全美国的关注（28 mi（45 km））。1979年，从巴哈马北Bimini游到朱諾海灘，全程164公里（102 mi（164 km））。2013年9月2日，64岁时第五次尝试，成为第一人在没有鲨鱼笼的帮助下，从古巴哈瓦那史无前列地成功地游到佛罗里达基韋斯特島，全程180公里（110 mi（180 km））。 耐雅德曾在美国女子壁球选手里排名第十三。

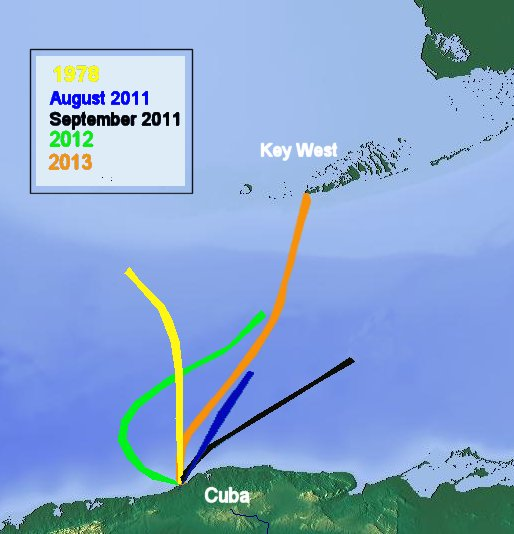
1978年起，耐雅德从古巴哈瓦那到佛罗里达基韋斯特島的游泳线路图

耐雅德是无神论者。同时她喜欢吃猪排。